# سهره‌نمای ابروکمند
سهره‌نمای ابروکمند (نام علمی: Hemispingus superciliaris) نام یک گونه از سرده سسک‌نما است.